# 特納夫萊
特納夫萊（Tenafly，/ˈtɛnəflaɪ/）是美國紐澤西州博根郡的一個自治市。據2010年美國人口普查，特納夫萊有人口14,488人，比2000年人口普查時的13,806人增加682人。比1990年的13,326人增加480人。